# October Rust
October Rust is het vierde album van de Amerikaanse gothicmetalband Type O Negative. Het album is uitgebracht op 20 augustus 1996.
Het album is een wat atypische cd voor deze groep. Keyboardspeler Josh Silver bevestigde in de vakpers dat alle drumpartijen computergeprogrammeerd zijn en niet live opgenomen. Ook heeft het album een hoger gedeelte ballads en minder van de typische punk/metal sound van de eerdere albums. Opvallend is dat de groep een cover heeft opgenomen in een wat zwaar georkestreerde uitvoering van het nummer Cinnamon Girl van Neil Young.

## Tracklist
| Nr. | Titel | Duur  |
| --- | --- | ----- |
| 1.  | Bad Ground | 0:38  |
| 2.  | Naamloos | 0:21  |
| 3.  | Love You to Death | 7:08  |
| 4.  | Be My Druidess | 5:25  |
| 5.  | Green Man | 5:47  |
| 6.  | Red Water (Christmas Mourning) | 6:48  |
| 7.  | My Girlfriend's Girlfriend | 3:46  |
| 8.  | Die With Me | 7:12  |
| 9.  | Burnt Flowers Fallen | 6:09  |
| 10. | In Praise of Bacchus | 7:36  |
| 11. | Cinnamon Girl | 4:00  |
| 12. | The Glorious Liberation of the People's Technocratic Republic of Vinnland by the Combined Forces of the United Territories of Europa | 1:07  |
| 13. | Wolf Moon (Including Zoanthropic Paranoia)                                                                                           | 6:37  |
| 14. | Haunted | 10:07 |
| 15. | Naamloos | 0:08  |